# Duckson Puslas
Yogendran Duckson Puslas (Mannar, Sri Lanka; 4 de abril de 1990 - Maldivas; 26 de febrero de 2022) fue un futbolista profesional Esrilanqués, que jugó como defensa en el TC Sports Club y en la selección nacional de Sri Lanka.

## Trayectoria
En 2020 fichó por el TC Sports Club de Maldivas. Más tarde recibió un contrato para jugar en el Club Valencia antes de la temporada 2021-22. 
Fue incluido en el equipo de Sri Lanka que compitió en el Campeonato de la SAFF 2021. Duckson jugó un papel influyente en el empate 0-0 sin goles de Sri Lanka contra India durante el partido de la fase de grupos del Campeonato SAFF de 2021 que también puso fin a la racha de derrotas de Sri Lanka contra India después de una larga brecha de 18 años. Fue galardonado con el jugador del partido por sus contribuciones que llevaron a un empate sin goles. Fue un miembro integral del equipo de Sri Lanka que resultó subcampeón de Seychelles en la final del Torneo de Fútbol de las Cuatro Naciones de 2021 que se llevó a cabo en Sri Lanka, donde Seychelles salió victoriosa en la tanda de penaltis.
Antes de su prematura muerte jugaba para el Club Valencia en la Dhivehi Premier League. Sin embargo no fue incluido en la alineación del Valencia en un partido de la fase de grupos que se celebró el 26 de febrero de 2022 (la muerte se produjo el mismo día) en la Dhivehi Premier League 2020-21 debido a lesiones graves.

## Vida personal y muerte
Puslas murió el 26 de febrero de 2022 a la edad de 31 años. Fue encontrado muerto en su apartamento durante su estancia en Maldivas. Se especula que la causa de su muerte fue un suicidio, pero aún no se ha determinado ni confirmado por los funcionarios, ya que se desconoce en gran medida.